# III. třída okresu Nový Jičín 2003/2004
V soubojích fotbalové III. třídy okresu Nový Jičín 2003/2004, jedné ze skupin 9. nejvyšší fotbalové soutěže, se utkalo 12 týmů dvoukolovým systémem podzim – jaro. Tento ročník skončil v červnu 2004. Postup do II. třídy okresu Nový Jičín 2004/2005 si zajistily první dva týmy AFC Veřovice a FC Kopřivnice, do IV. třídy okresu Nový Jičín 2004/2005 sestoupil poslední tým TJ Obramovice. 

## Výsledná tabulka
| Poř. | Tým                         | Z  | V  | R | P  | VG | OG | B  |
| ---- | --------------------------- | -- | -- | - | -- | -- | -- | -- |
| 1.   | AFC Veřovice                | 22 | 17 | 3 | 2  | 71 | 22 | 54 |
| 2.   | FC Kopřivnice               | 22 | 16 | 2 | 4  | 85 | 23 | 50 |
| 3.   | Fotbal Jakubčovice „B“      | 22 | 13 | 4 | 5  | 65 | 37 | 43 |
| 4.   | TJ Sokol Hostašovice        | 22 | 12 | 2 | 8  | 43 | 37 | 38 |
| 5.   | SK Straník                  | 22 | 11 | 3 | 8  | 47 | 40 | 36 |
| 6.   | Spartak Lubina              | 22 | 9  | 4 | 9  | 49 | 63 | 31 |
| 7.   | Družstevník Bravinné        | 22 | 8  | 5 | 9  | 53 | 60 | 29 |
| 8.   | FK Trojanovice I            | 22 | 8  | 1 | 13 | 36 | 56 | 25 |
| 9.   | FK Skotnice                 | 22 | 7  | 2 | 13 | 38 | 65 | 23 |
| 10.  | Jistebník nad Odrou         | 22 | 5  | 2 | 15 | 37 | 64 | 17 |
| 11.  | TJ Rozkvět Heřmanice u Oder | 22 | 5  | 2 | 15 | 33 | 64 | 17 |
| 12.  | TJ Obramovice               | 22 | 4  | 4 | 14 | 44 | 70 | 16 |

Poznámky:
- Z = Odehrané zápasy; V = Vítězství; R = Remízy; P = Prohry; VG = Vstřelené góly; OG = Obdržené góly; B = Body; (S) = Mužstvo sestoupivší z vyšší soutěže; (N) = Mužstvo postoupivší z nižší soutěže (nováček)

|  | Postup do II. třídy okresu Nový Jičín 2004/2005 |
|  | Sestup do IV. třídy okresu Nový Jičín 2004/2005 |